# Верхоянський хребет

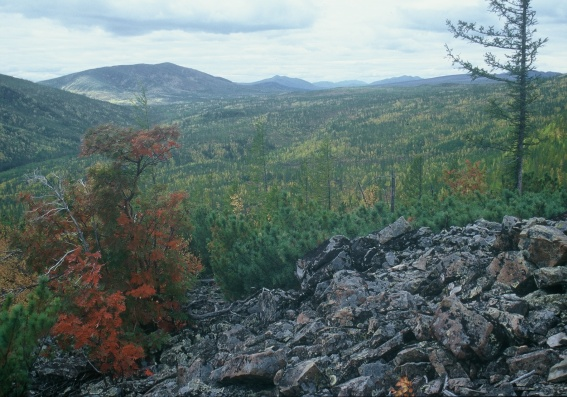
Південний захід Верхоянського хребта

67° пн. ш. 129° сх. д. / 67° пн. ш. 129° сх. д.
Верхоянський хребет — гірський хребет на північному сході Якутії. 
Утворена численними гірськими хребтами, масивами і западинами, що розділяють їх. Верхоянським хребтом проходить вододіл Лени з Яною і Омолоєм. Протягується на 1200 км від дельти Лени до р. Томпо (права притока Алдану), утворюючи опуклу на південний захід дугу завширшки від 100 до 250 км. Південно-східне продовження Верхоянського хребта носить назву хребта Сетте-Дабан, що відрізняється іншим рельєфом і геологічною будовою. Північне закінчення утворюють хребти Туора-Сис і Хараулахський з висотою менше 1000-1250 м. Меридіональна частина гірської країни Верхоянський хребет — хребет Орулган — утворена найвищими хребтами — 2100-2300 м (вища точка 2389 м). Від хребта Орулган на схід відгалужується вузький і довгий хребет Кулар з висотою до 1300 м. На широтній ділянці Верхоянського хребта висоти гірських вершин перевищують 2000 м.
Перевальна сідловина в більшій частині гірської країни лежить на висотах 1300-1500 м. Долини річок західних і південних схилів глибокі, із слідами льодовикової обробки, а у виходів їх на рівнину спостерігаються амфітеатри кінцевих морен. Пасма хребтів нерідко мають різкі альпійські форми рельєфу. На вершинах хребтів і масивів є значні ділянки стародавнього вирівняного рельєфу, що найкраще збереглися в сточищі Яни.

## Геологія
У тектонічному відношенні Верхоянський хребет — антиклінорій, складений алевролітами, пісковиками, сланцями, рідше вапняками (Верхоянський комплекс). Місцями осадкові породи прорвані дайками діабазів, а також гранітними інтрузіями, з якими пов'язані родовища золота і олова.
Лежить на межі Євразійської і Північноамериканської тектонічних плит.

## Клімат
Клімат холодний, різко континентальний. Протягом тривалої зими характерні температурні інверсії, особливо різкі в передгір'ях, в западинах і крупних річкових долинах. Середня температура січня -36°, -38°С. Літо коротке, на півдні у долинах порівняно тепле (середня температура липня 12°-14°С). Влітку випадає майже 75% річної кількості опадів, найбільша кількість - до 600 мм на рік - на західних схилах Орулгана. Багаторічні мерзлі гірські породи поширені повсюдно, з чим пов'язано утворення полоїв.

## Рослинний і тваринний світ
На вершинах найвищих хребтів розташовується холодна арктична пустеля. Нижче по схилах на щебеневих і суглинних ґрунтах з'являється жалюгідна гірсько-тундрова рослинність, заміняється ще нижче чагарниками кедрового сланнику, берези, чагарникової вільхи і полярної верби. На півдні нижні частини схилів гір до висоти 800-1200 м покриті розрідженими модриновими лісами. На схилах південної експозиції численні остепненні ділянки. На алювіальних опідзолених ґрунтах днищ долин крупних річок разом з модриновими лісами зустрічаються ліси, утворені сосною і березою, зрідка ялиною, гаї запашної тополі, а також хащі чагарників.